# 角田智美 (アナウンサー)
角田 智美（つのだ ともみ、1984年6月6日 - ）は、日本のフリーアナウンサー。日テレイベンツ社（ニチエンプロダクション）所属。

## 来歴
神奈川県川崎市で生まれたが、その後親の仕事の関係からか、栃木県、群馬県、横浜市で育った。
立教大学文学部卒業。大学在学中からアナウンサーを志望していたが、新卒採用では全て通らず、生命保険会社に就職。その傍らで今の所属事務所が展開する日テレ学院の門を叩き勉強。2008年4月、東海ラジオ放送に契約のアナウンサーとして入社した。派生会社である東海テレビ放送公式サイト上の動画コンテンツ「アナウンス控え室」2009年5月4日更新分に登場するなど、ラジオ局のアナウンサー乍ら在籍期間中地元では一定の人気を集めていた。
3年契約満了により退社後は、養成時代の縁でニチエンに所属（テレビ新潟(TeNY)に派遣、入職）。2019年3月一杯でテレビ新潟は退社したものの4月以降も同局へフリーアナウンサーとして出演を継続している。
2020年10月に気象予報士の資格を取得した。
2025年4月15日、第1子出産を報告。

## 人物
趣味は旅行、音楽鑑賞、おいしいチョコレートをさがすこと、ネコと遊ぶ、睡眠。特技は「利きチョコレート」。
女子柔道選手で2024年パリ五輪48kg級金メダリストの角田夏実は従姉妹にあたる（父親同士が兄弟）。

## 出演番組

### 東海ラジオ
※は同期入社の山口由里（同じく契約アナ）と交替で不定期担当していた番組・コーナー。降板時期の無いものは退社まで担当していた番組。
- ※番組審議会からのお知らせ（月1回、2009年10月頃から）
- こちら特ダネ情報部（水曜日『小島一宏 モーニングあいランド』内、2009年10月7日から）
- 中日新聞ニュース・天気予報
  - ※（『2COOL!』水曜日内、2008年）
  - ※（『兵藤ゆきのハッピーにゆきね〜!』内、2009年6月頃から）
- サタデー・ショコラ（2010年4月から）
- M3
- SKE48 1+1は2じゃないよ!
- ガッツだ!ドラゴンズ
- NG出して何が悪い!
- 日曜のほほん族
- モーニングテラス
- ※サタデーウェーブ（2009年3月まで）
- 録音風物誌「～手筒花火のある街～」（2009年6月11日放送）
- ※気まぐれラブベター（2010年1月20日～3月）

### テレビ新潟
- 夕方ワイド新潟一番（2011年4月7日から、金曜サブ司会）
- TeNYニュース
- 新潟一番サンデープラス 特集コーナーナレーション(サンディー）

### FMNIIGATA
- FMNIIGATANEWS月曜担当